# Box-office France 1976
Cet article traite du box-office cinéma de 1976 en France. 

## Les films de plus d'un million d'entrées
Par pays d'origine des films (Pays producteur principal)
- France : 19 films
- États-Unis : 8 films
- Italie : 3 films
- Royaume-Uni : 2 films
- Espagne : 1 film
- Japon : 1 film
- Union soviétique : 1 film
- Total : 35 films

| Classement | Titre                               | Pays            | Réalisateur                                       | Box-office France |
| ---------- | ----------------------------------- | --------------- | ------------------------------------------------- | ----------------- |
| 1.         | Les Dents de la mer                 |                 | Steven Spielberg                                  | 6 261 062 entrées |
| 2.         | L'Aile ou la Cuisse                 |                 | Claude Zidi                                       | 5 841 956 entrées |
| 3.         | À nous les petites Anglaises !      | Michel Lang     | 5 704 446 entrées                                 |                   |
| 4.         | Vol au-dessus d'un nid de coucou    |                 | Miloš Forman                                      | 4 774 879 entrées |
| 5.         | King Kong                           | John Guillermin | 4 054 573 entrées                                 |                   |
| 6.         | Barry Lyndon                        |                 | Stanley Kubrick                                   | 3 475 185 entrées |
|            | La Belle et le Clochard (rep)       |                 | Clyde Geronimi / Wilfred Jackson / Hamilton Luske | 3 000 000 entrées |
| 7.         | Un éléphant ça trompe énormément    |                 | Yves Robert                                       | 2 925 868 entrées |
| 8.         | Taxi Driver                         |                 | Martin Scorsese                                   | 2 754 391 entrées |
| 9.         | Docteur Françoise Gailland          |                 | Jean-Louis Bertuccelli                            | 2 634 933 entrées |
| 10.        | Les Douze Travaux d'Astérix         |                 | René Goscinny / Albert Uderzo                     | 2 202 481 entrées |
| 11.        | Le Jour de gloire                   |                 | Jacques Besnard                                   | 1 991 801 entrées |
| 12.        | Un génie, deux associés, une cloche |                 | Damiano Damiani / Sergio Leone                    | 1 939 079 entrées |
| 13.        | Le Sixième Continent                |                 | Kevin Connor                                      | 1 908 867 entrées |
| 14.        | L'Argent de poche                   |                 | François Truffaut                                 | 1 810 280 entrées |
| 15.        | Le Corps de mon ennemi              | Henri Verneuil  | 1 771 161 entrées                                 |                   |
| 16.        | Cours après moi que je t'attrape    | Robert Pouret   | 1 755 935 entrées                                 |                   |
| 17.        | 1900                                |                 | Bernardo Bertolucci                               | 1 748 512 entrées |
| 18.        | L'Empire des sens                   |                 | Nagisa Oshima                                     | 1 730 874 entrées |
| 19.        | L'Alpagueur                         |                 | Philippe Labro                                    | 1 533 183 entrées |
|            | Merlin l'Enchanteur (rep)           |                 | Wolfgang Reitherman                               | 1 500 000 entrées |
| 20.        | Police Python 357                   |                 | Alain Corneau                                     | 1 464 582 entrées |
| 21.        | La Dernière Folie de Mel Brooks     |                 | Mel Brooks                                        | 1 435 428 entrées |
| 22.        | Cría cuervos                        | Espagne         | Carlos Saura                                      | 1 426 702 entrées |
| 23.        | La Malédiction                      |                 | Richard Donner                                    | 1 318 396 entrées |
| 24.        | Si c'était à refaire                |                 | Claude Lelouch                                    | 1 312 267 entrées |
| 25.        | On aura tout vu                     | Georges Lautner | 1 290 565 entrées                                 |                   |
| 26.        | Le Jouet                            | Francis Veber   | 1 249 452 entrées                                 |                   |
| 27.        | Une femme à sa fenêtre              |                 | Pierre Granier-Deferre                            | 1 205 887 entrées |
| 28.        | La Première Fois                    |                 | Claude Berri                                      | 1 180 831 entrées |
| 29.        | L'Année sainte                      | Jean Girault    | 1 123 190 entrées                                 |                   |
| 30.        | Le Bon et les Méchants              | Claude Lelouch  | 1 090 678 entrées                                 |                   |
| 31.        | Marathon Man                        |                 | John Schlesinger                                  | 1 079 037 entrées |
| 32.        | La Course à la mort de l'an 2000    | Paul Bartel     | 1 039 399 entrées                                 |                   |
| 33.        | Cadavres exquis                     |                 | Francesco Rosi                                    | 1 025 592 entrées |
| 34.        | Mado                                |                 | Claude Sautet                                     | 1 024 625 entrées |
| 35.        | Dersou Ouzala                       |                 | Akira Kurosawa                                    | 1 002 458 entrées |

## Box-office par semaine
| #  | Semaine                           | Film no 1                         | Pays              | Entrées           |
| -- | --------------------------------- | --------------------------------- | ----------------- | ----------------- |
| 1  | 1er janvier au 6 janvier 1976     | On a retrouvé la 7e compagnie     |                   | 375 896 entrées   |
| 2  | 7 janvier au 13 janvier 1976      | On a retrouvé la 7e compagnie     | 273 265 entrées   |                   |
| 3  | 14 janvier au 20 janvier 1976     | Docteur Françoise Gailland        | 257 662 entrées   |                   |
| 4  | 21 janvier au 27 janvier 1976     | Docteur Françoise Gailland        | 310 405 entrées   |                   |
| 5  | 28 janvier au 3 février 1976      | Les Dents de la mer               |                   | 1 109 641 entrées |
| 6  | 4 février au 10 février 1976      | Les Dents de la mer               | 866 293 entrées   |                   |
| 7  | 11 février au 17 février 1976     | Les Dents de la mer               | 566 754 entrées   |                   |
| 8  | 18 février au 24 février 1976     | Les Dents de la mer               | 392 690 entrées   |                   |
| 9  | 25 février au 2 mars 1976         | Les Dents de la mer               | 283 843 entrées   |                   |
| 10 | 3 mars au 9 mars 1976             | Les Dents de la mer               | 266 722 entrées   |                   |
| 11 | 10 mars au 16 mars 1976           | Les Dents de la mer               | 247 030 entrées   |                   |
| 12 | 17 mars au 23 mars 1976           | Les Dents de la mer               | 237 233 entrées   |                   |
| 13 | 24 mars au 30 mars 1976           | L'Alpagueur                       |                   | 324 977 entrées   |
| 14 | 31 mars au 6 avril 1976           | Vol au-dessus d'un nid de coucou  |                   | 228 748 entrées   |
| 15 | 7 avril au 13 avril 1976          | Vol au-dessus d'un nid de coucou  | 216 592 entrées   |                   |
| 16 | 14 avril au 20 avril 1976         | À nous les petites Anglaises !    |                   | 222 172 entrées   |
| 17 | 21 avril au 27 avril 1976         | Vol au-dessus d'un nid de coucou  |                   | 197 778 entrées   |
| 18 | 28 avril au 4 mai 1976            | Vol au-dessus d'un nid de coucou  | 178 757 entrées   |                   |
| 19 | 5 mai au 11 mai 1976              | Vol au-dessus d'un nid de coucou  | 128 405 entrées   |                   |
| 20 | 12 mai au 18 mai 1976             | Vol au-dessus d'un nid de coucou  | 136 259 entrées   |                   |
| 21 | 19 mai au 25 mai 1976             | Le Sixième Continent              |                   | 149 514 entrées   |
| 22 | 26 mai au 1er juin 1976           | Le Sixième Continent              | 197 267 entrées   |                   |
| 23 | 2 juin au 8 juin 1976             | Le Sixième Continent              | 136 222 entrées   |                   |
| 24 | 9 juin au 15 juin 1976            | Cadavres exquis                   |                   | 87 977 entrées    |
| 25 | 16 juin au 22 juin 1976           | Taxi Driver                       |                   | 157 858 entrées   |
| 26 | 23 juin au 29 juin 1976           | Taxi Driver                       | 99 016 entrées    |                   |
| 27 | 30 juin au 6 juillet 1976         | On aura tout vu                   |                   | 94 449 entrées    |
| 28 | 7 juillet au 13 juillet 1976      | On aura tout vu                   | 100 737 entrées   |                   |
| 29 | 14 juillet au 20 juillet 1976     | On aura tout vu                   | 96 122 entrées    |                   |
| 30 | 21 juillet au 27 juillet 1976     | On aura tout vu                   | 83 301 entrées    |                   |
| 31 | 28 juillet au 3 août 1976         | On aura tout vu                   | 66 197 entrées    |                   |
| 32 | 4 août au 10 août 1976            | À nous les petites Anglaises !    | 79 996 entrées    |                   |
| 33 | 11 août au 17 août 1976           | À nous les petites Anglaises !    | 97 492 entrées    |                   |
| 34 | 18 août au 24 août 1976           | Comme un boomerang                |                   | 100 322 entrées   |
| 35 | 25 août au 31 août 1976           | Cours après moi que je t'attrape  |                   | 140 731 entrées   |
| 36 | 1er septembre au 7 septembre 1976 | Complot de famille                |                   | 153 432 entrées   |
| 37 | 8 septembre au 14 septembre 1976  | Cours après moi que je t'attrape  |                   | 187 127 entrées   |
| 38 | 15 septembre au 21 septembre 1976 | Cours après moi que je t'attrape  | 173 897 entrées   |                   |
| 39 | 22 septembre au 28 septembre 1976 | Cours après moi que je t'attrape  | 152 481 entrées   |                   |
| 40 | 29 septembre au 5 octobre 1976    | Un éléphant ça trompe énormément  | 258 922 entrées   |                   |
| 41 | 6 octobre au 12 octobre 1976      | Un éléphant ça trompe énormément  | 294 574 entrées   |                   |
| 42 | 13 octobre au 19 octobre 1976     | Le Corps de mon ennemi            | 303 650 entrées   |                   |
| 43 | 20 octobre au 26 octobre 1976     | Le Corps de mon ennemi            | 273 798 entrées   |                   |
| 44 | 27 octobre au 2 novembre 1976     | L'Aile ou la Cuisse               | 1 321 685 entrées |                   |
| 45 | 3 novembre au 9 novembre 1976     | L'Aile ou la Cuisse               | 743 573 entrées   |                   |
| 46 | 10 novembre au 16 novembre 1976   | L'Aile ou la Cuisse               | 758 612 entrées   |                   |
| 47 | 17 novembre au 23 novembre 1976   | L'Aile ou la Cuisse               | 335 285 entrées   |                   |
| 48 | 24 novembre au 30 novembre 1976   | L'Aile ou la Cuisse               | 260 034 entrées   |                   |
| 49 | 1er décembre au 7 décembre 1976   | L'Aile ou la Cuisse               | 201 800 entrées   |                   |
| 50 | 8 décembre au 14 décembre 1976    | L'Aile ou la Cuisse               | 132 154 entrées   |                   |
| 51 | 15 décembre au 21 décembre 1976   | La Belle et le Clochard (reprise) |                   | 446 677 entrées   |
| 52 | 22 décembre au 31 décembre 1976   | King Kong                         | 954 167 entrées   |                   |